# Tachycixius pilosus
Tachycixius pilosus är en insektsart som först beskrevs av Olivier 1791.  Tachycixius pilosus ingår i släktet Tachycixius, och familjen kilstritar. Arten är reproducerande i Sverige.